# 世界最繁忙港口

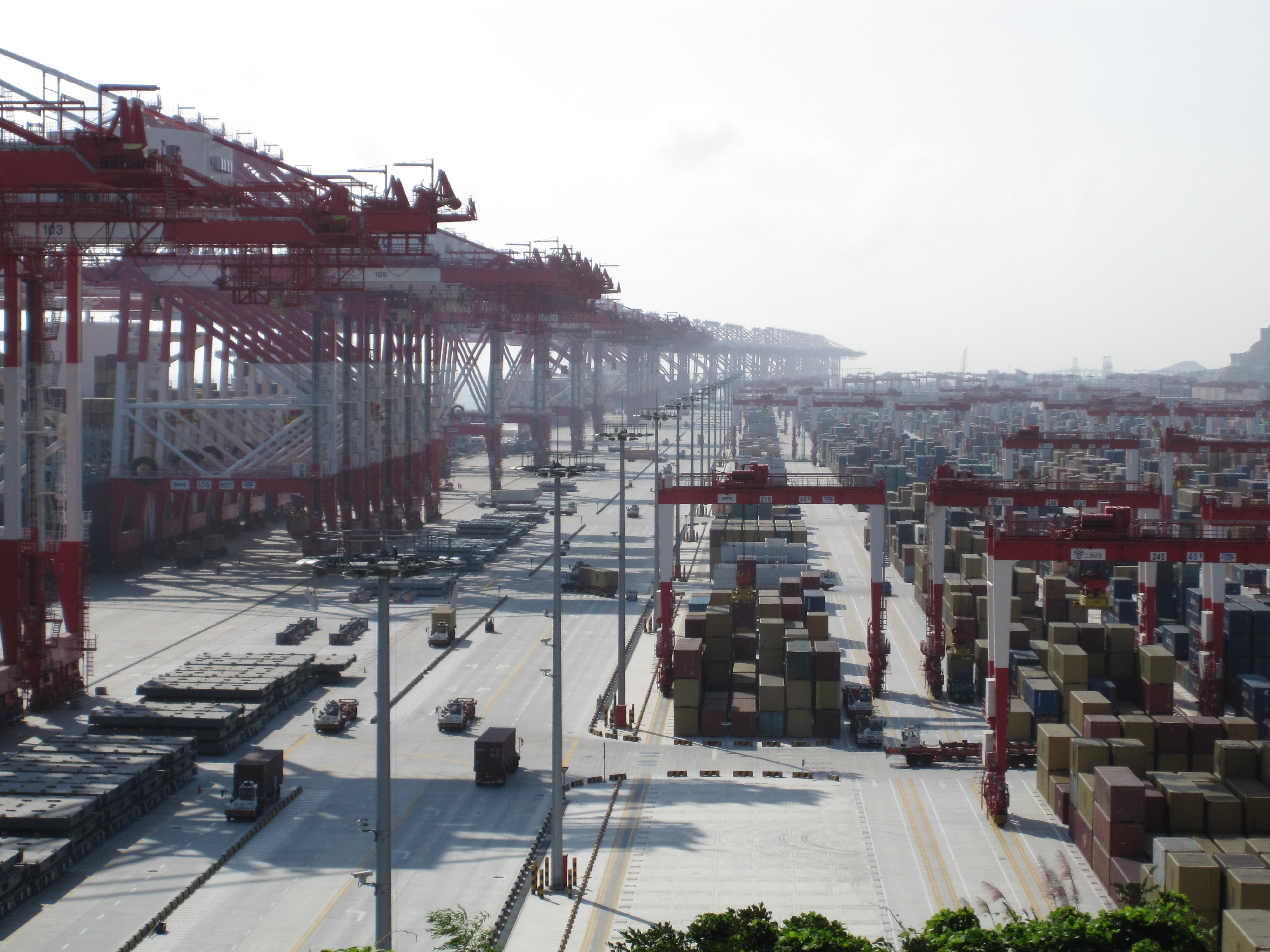
上海洋山港

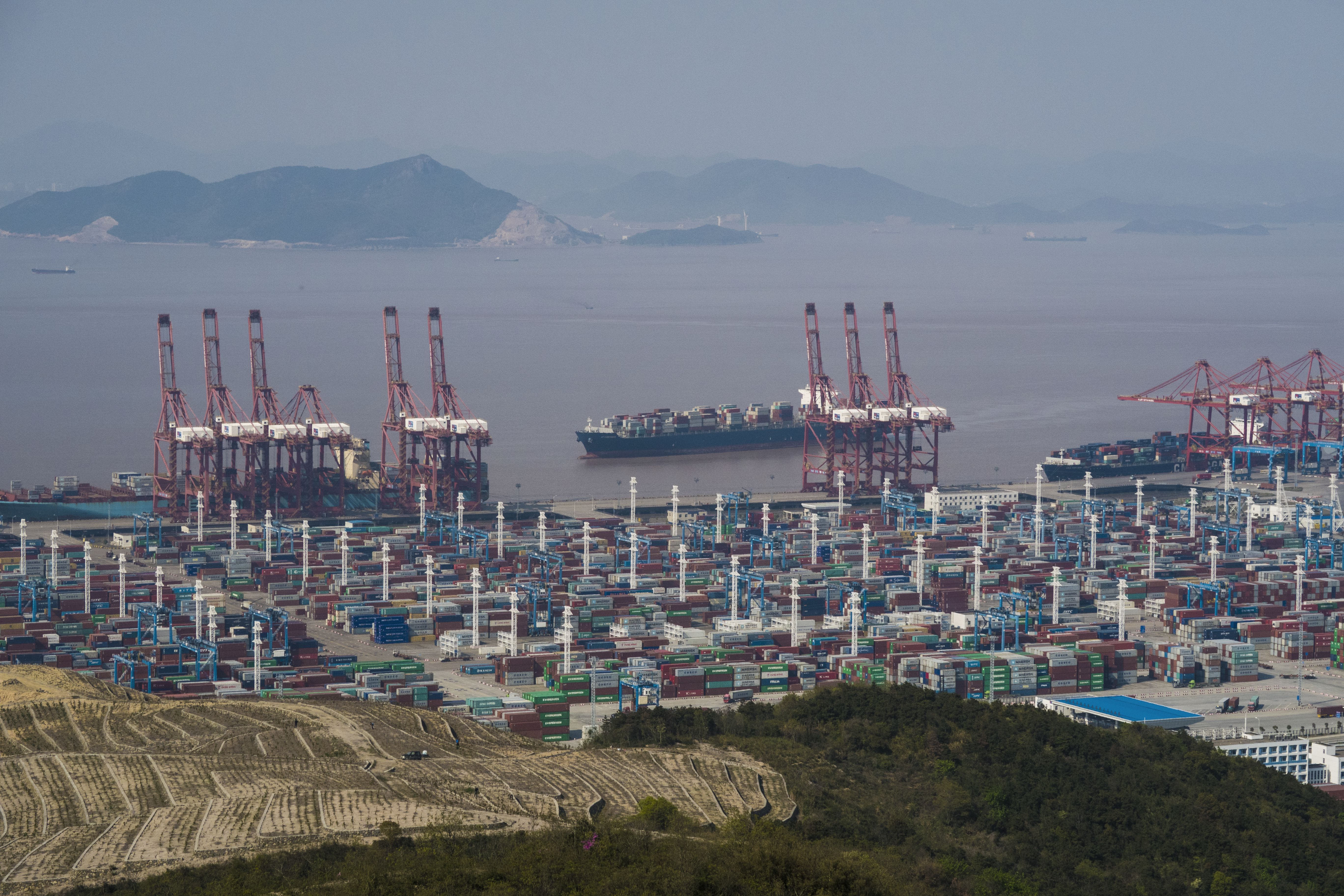
宁波舟山港

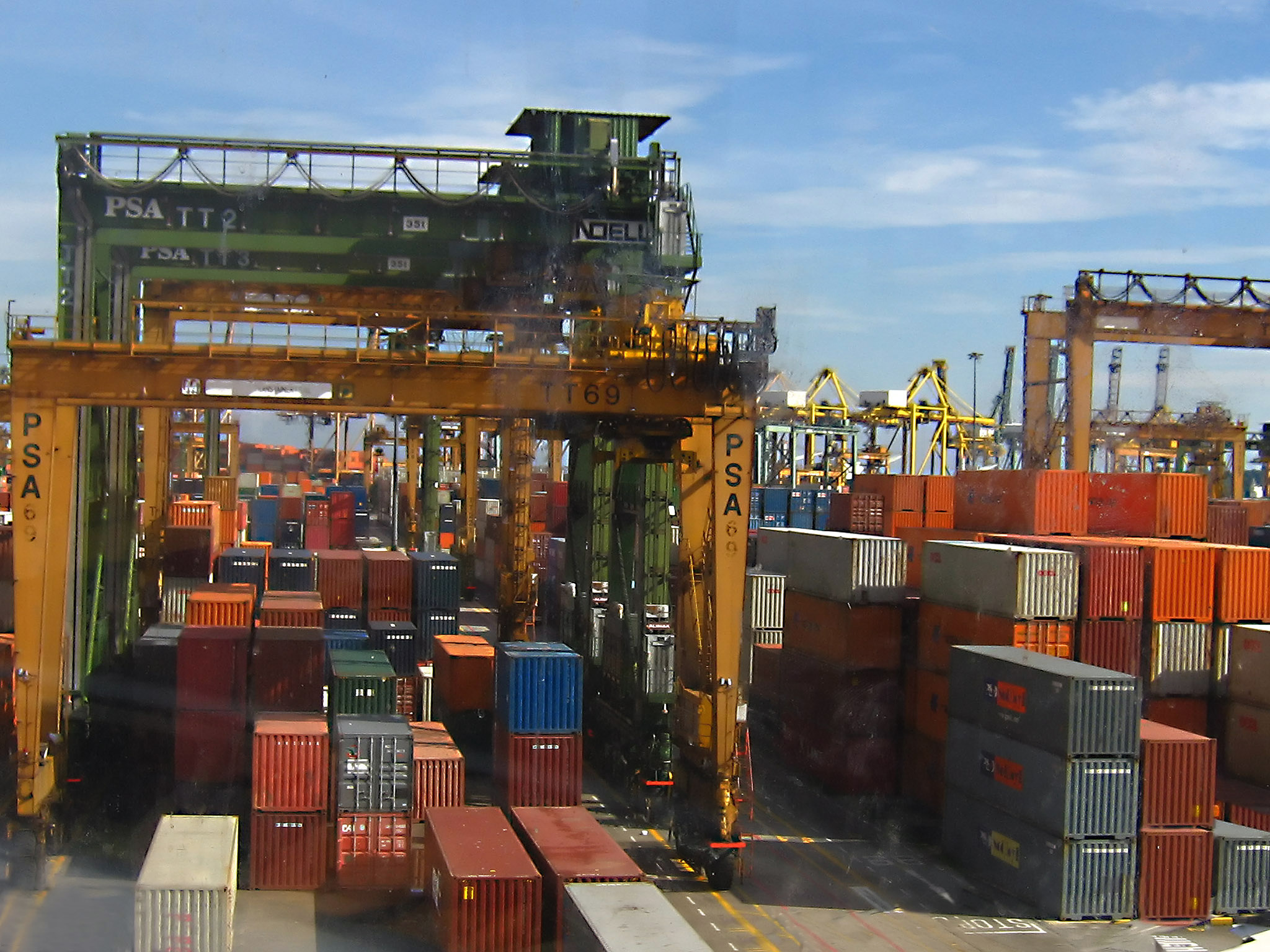
新加坡吉宝（Keppel）貨櫃码头

世界上最繁忙的港口一般以货物吞吐量（重量）和集装箱吞吐量（数量）来评价。
下列港口在不同时期，按照不同的定义标准，爲某一类型的世界上最繁忙的港口：
- 上海港， 中国
  - 世界最大的貨櫃港口（按照貨櫃数量计算，2010年起）[1]
    - 曾经为世界最大货运港口（按照货物重量计算，2005－2009年）[2]

- 宁波舟山港， 中国
  - 世界最大货运港口（按照货物重量计算，2010年起）[3]

- 新加坡港， 新加坡
  - 世界上最繁忙的船舶停靠港口（1986年起）[4]
  - 世界上最繁忙的转口港[5]
    - 曾为世界上最繁忙的貨櫃港口（1990年、1991年、1998年、2005－2009年）[6]
    - 曾为世界最大货运港口（按照货物重量计算，2005年前）[7]

## 历史上
- 葵青貨櫃碼頭， 英屬香港 →  香港
  - 曾为世界上最繁忙的貨櫃港口（1987年至1989年、1992年至1997年、1999年至2004年）[6]

- 鹿特丹港， 荷蘭
  - 曾为世界上最繁忙的貨櫃港口（1986年）[8]
  - 曾为世界上最繁忙的船舶停靠港口（1986年前）

- 紐約港， 美国
  - 曾为世界上最繁忙的貨櫃港口（1985年前）[9]